# Младен Атанасијевић
Младен Атанасијевић (Смедерево, 28. фебруар 1908 — Крагујевац, 4. октобар 1976) је био српски филолог и преводилац.
Основну школу и гимназију је завршио у Смедереву. Студирао је на Филозовском факултету у Београду, на класичним језицима, где му је латински предавао Веселин Чајкановић, а старогрчки Милан Будимир. Дипломирао је 1934.
Латински је почео да предаје у Битољу, затим у Штипу, а 1939. је прешао у Крагујевац.
Други светски рат је провео као заробљеник у официрском логору  Оснабрик VI Ц (OFLAG VI C Osnabrück Eversheide). После рата је наставио да предаје латински у Другој вишој гимназији у Крагујевцу.
Упоредо са професуром бавио се и превођењем. 
Прве стихове преведене са латинског објавио му је Крагујевачки часопис Наша стварност. Пре смрти објављене су му три књиге превода: Римска лирика (Просвета 1961, 1966), Енеиде Публија Вергилија Марона (Просвета, 1966, 1970) и Елегије Секста Проперција (Нолит, 1966).
Атанасијевићеви преводи заступљени су у неким изборима поезије, посебно античке, из шездесетих година 20. века, нпр. у познатој лирици Војислава Ђурића (Завод за издавање уџбеника, Београд, 1965) са пет превода песама. Превео је, али су изгубљени откупљени преводи: Овидијеву  Метаморфозу.
Атанасијевић је од Културно-просветне заједнице општине Крагујевац добио прву награду за најуспешнија остварења у области културе и уметности 1967. Награђен је Дипломом града Крагујевца за животно дело 1972.
Из обимне заоставштине, која се чува у Народној библиотеци у Крагујевцу, после преводиочеве смрти објављене су преостала преведена дела.